# Tridentifrons
Tridentifrons är ett släkte av fjärilar. Tridentifrons ingår i familjen nattflyn.
Kladogram enligt Catalogue of Life:
| Tridentifrons | \| \| Tridentifrons insularis \| \| \| \| \| \| Tridentifrons microsema \| \| \| \| |
|               | \| \| Tridentifrons insularis \| \| \| \| \| \| Tridentifrons microsema \| \| \| \| |
|               | Tridentifrons insularis                                                             |
|               |                                                                                     |
|               | Tridentifrons microsema                                                             |
|               |                                                                                     |